# Controversia de Jeremiah Wright
La polémica sobre Jeremiah Wright llegó a ganar la atención nacional en los Estados Unidos en marzo de 2008, después de que ABC News investigara los sermones de Jeremiah Wright, que ocupaba, en ese momento, el cargo de pastor del entonces candidato presidencial estadounidense Barack Obama .  Se descubrió que sus discursos contenían extractos de ataques terroristas perpetrados contra Estados Unidos y duras críticas a la deshonestidad del gobierno. Dichas declaraciones fueron objeto de un intenso escrutinio por parte de los medios. Wright es un pastor senior jubilado de la Iglesia de la Trinidad Unida de Cristo en Chicago y ex pastor de Obama. 
Obama denunció las declaraciones en cuestión, pero las críticas continuaron presionando aun más la situación de su relación con Wright. Como respuesta, pronunció un discurso titulado " Una unión más perfecta ", en el que trató de situar las declaraciones de Wright en un contexto histórico y sociológico. En el discurso, Obama volvió a denunciar los comentarios de Wright, aunque no lo criticó como persona. La controversia comenzó a desvanecerse hasta finales de abril de 2008 cuando Wright hizo una serie de apariciones en los medios. Participó en una entrevista en Bill Moyers Journal, en un discurso en NAACP y en un discurso en el National Press Club . Después de su última aparición, Obama volvió a hablar con más dureza contra su ex pastor diciendo que estaba "indignado" y "triste" por su comportamiento, llegando a renunciar en mayo a su membresía de su iglesia.

## Contexto
Barack Obama conoció por primera vez a Wright a finales de la década de los 80, cuando trabajaba de Organizador Comunitario en Chicago antes de matricularse en la Universidad de Derecho de Harvard. Wright ofició la ceremonia nupcial entre Barack y Michelle Obama, al igual que el bautizo de sus hijos. 
El título de la biografía de Obama de 2006, The Audacity of Hope, fue inspirado por uno de los discursos de Wright. Este sermón fue también la fuente para los discursos de apertura de Obama en la convención nacional demócrata en 2004.
Según reporta The New York Times, estaba previsto que Wright ofreciera una oración pública antes del anuncio presidencial de Obama, pero éste rechazó la invitación la noche de antes del evento. Wright criticó al Times por su caracterización del incidente como una distorsión de la entrevista que él había concedido, donde había hablado de Obama de una manera bastante positiva. 
En 2007, Wright estuvo afiliado al Comité Africano-Americano de Liderazgo Cristiano de Barack Obama, un grupo de más de 170 líderes religiosos afroestadounidenses que apoyaban la oferta de Obama como candidato demócrata. De todas formas, en marzo de 2008 se dio a conocer que Wright ya no formaba parte de este grupo. 
El 31 de mayo de 2008, Barack y Michelle Obama anunciaron que habían retirado su membresía de la Iglesia de la Trinidad Unida de Cristo , defendiendo que "Nuestras relaciones con la Iglesia de la Trinidad se han visto tensadas por diversas declaraciones del Reverendo Wright, que entran en conflicto con nuestros propios puntos de vista".

## Extractos de sermones controversiales
Gran parte de los extractos controversiales que fueron de interés nacional en marzo de 2008 fueron tomados de dos sermones: Uno titulado "El día de la caída de Jerusalén", 16 de septiembre de 2001, y otro titulado "Dios y Gobierno confusos", del 13 de septiembre de 2003.

### "El Día de la Caída de Jerusalén"
En un discurso que tuvo lugar poco después de los ataques del 11 de septiembre de 2001, Wright hizo comentarios sobre la entrevista del Embajador Estadounidense Edward Peck que vio en Fox News. Wright dijo:

I heard Ambassador Peck on an interview yesterday. Did anybody else see him or hear him? He was on Fox News. This is a white man, and he was upsetting the Fox News commentators to no end. He pointed out — did you see him, John? — a white man, he pointed out, ambassador, that what Malcolm X said when he got silenced by Elijah Muhammad was in fact true — America's chickens are coming home to roost.